# ピール派
ピール派（英: Peelite）は、19世紀中期のイギリス議会の党派。
1846年の穀物法廃止論争をめぐって保守党の自由貿易派が形成した党派であり、最終的には1859年にホイッグ党や急進派と合同して自由党を形成した。

## 党史
保守党政権の第二次ピール内閣は1846年5月に穀物法を撤廃し、穀物の自由貿易を達成したが、ディズレーリやジョージ・ベンティンク卿ら保守党内の保護貿易主義者から強い反発を受け、保守党は分裂した。ディズレーリら党内保護貿易主義者は野党ホイッグ党と連携してアイルランド強圧法を否決し、ピール内閣を総辞職に追い込んだ。
この後保守党は三人の指導者が分裂して指導するようになった。庶民院保守党は自由貿易派がピールを支持、保護貿易派がジョージ・ベンティンク卿を支持した。貴族院保守党は保護貿易派のスタンリー卿（後のダービー伯爵）が一人で掌握した。7月に至ってジョージ・ベンティンク卿はスタンリー卿を保守党党首と看做すと宣言した。しかしピール当人は保守党党首を降りることを拒否し、しばらくは保守党組織を支配し続けたが、やがて保守党の党幹部の多くがスタンリー卿の指導下に収まっていった。
そのためピールと穀物法廃止に賛成した自由貿易派の保守党議員112名はピール派という事実上の独立党派を形成するようになった。保守党の閣僚・政務次官経験者のほとんどがこのピール派に属した。
ピール派はピール内閣倒閣後に成立したホイッグ党政権の第一次ジョン・ラッセル卿内閣に対して閣外協力的な立場をとった。保守党保護貿易主義者が政権を掌握することを阻止するためだった。ラッセル内閣はピール派の支持に依存していたが、この段階のピール派は経済思想以外は保守的であったため、ホイッグとピール派の連携はあまりうまく機能しなかった。1847年の解散総選挙ではピール派は90議席程度を獲得したが、選挙後にはピール派所属議員が徐々に保守党へ復党し始めた。
1850年7月に領袖ピールが死去。代わってアバディーン伯爵がピール派の領袖となった。
1852年2月にホイッグ党内の反ラッセル派のパーマストン子爵と保守党の連携でラッセル内閣が倒閣され、保守党政権の第一次ダービー伯爵内閣が成立したが、保守党政権は党派対立が絡みそうな問題には触れないことと早期の解散総選挙を約束したので、それに代わる政権を作れる政治状況にない中でピール派は野党席に座りながらも保守党政権の倒閣を目指さないことを決定した。
1852年7月の解散総選挙ではピール派は45議席を獲得した。
選挙後の新議会ではピール派は保守党政権に敵対的態度をとった。保守党政権に大蔵大臣として入閣したディズレーリ（ピール内閣倒閣の中心人物）に対するピール派の嫌悪感は根強く、グラッドストンは1852年12月にディズレーリの予算案を徹底的に論破して否決に追い込み、第一次ダービー伯爵内閣を総辞職に追い込んでいる。
ホイッグ党はラッセル派とパーマストン派の分裂のために首班としての組閣ができず、ピール派領袖のアバディーン伯爵が組閣の大命を受け、1852年12月から1855年1月にかけて彼を首相とするホイッグ党とピール派の連立政権が樹立された。閣僚はピール派から6人、ホイッグ党から7人出された。この連立期間にピール派とホイッグ党の距離は縮まり、逆にピール派と保守党の距離は広がった。同内閣は対ロシア戦争（クリミア戦争）を開始した。アバディーン首相はじめピール派閣僚は和平派だったが、パーマストンやラッセルらホイッグ閣僚に押し切られる形で同戦争に参戦することになった。同内閣はクリミア戦争中の1855年1月の調査委員会決議案の決議で総辞職に追い込まれた。続いて成立した第一次パーマストン内閣は調査委員会決議を受け入れる立場を取ったが、グラッドストンらピール派の一部閣僚は受け入れに反対して辞職している。
1858年2月には保守党政権の第二次ダービー伯爵内閣が成立。この野党期、イタリア統一戦争の勃発など自由主義の風潮が強まったため、そういう中でピール派は、ホイッグ党や急進派との連携を一層深め、ついに1859年6月に至ってピール派、ホイッグ党二大派閥（ラッセル派とパーマストン派）、急進派は合同して自由党を結成した。自由党はただちにダービー伯爵内閣を倒閣し、第二次パーマストン内閣を発足させることになる。

## ピール派に属した主な議員
- 第2代准男爵サー・ロバート・ピール
- 第4代アバディーン伯爵ジョージ・ハミルトン＝ゴードン
- ウィリアム・グラッドストン[17]
- 第8代アーガイル公爵ジョージ・キャンベル[18]
- 初代ハーバート・オブ・リー男爵シドニー・ハーバート[18]
- 第5代ニューカッスル公爵ヘンリー・ペラム＝クリントン[18]
- 初代カードウェル子爵エドワード・カードウェル[18]
- 第2代准男爵サー・ジェームズ・グラハム[14]

Category:ピール派の政治家も参照。